# Малоруси
Појам Малоруси (рус. Малороссы, укр. Малороси) је старински етноним, који је током раније историје употребљаван као општи назив за целокупно источнословенско (староруско) становништво у областима некадашње Малорусије. У том смислу, појам је у царској Русији употребљаван све до 1917. године, као званични назив за све југозападне огранке дотадашњег, још увек јединственог руског народа, настањеног не само у оквиру државних граница Руског царства, већ и на источнословенским подручјима под влашћу суседне Аустроугарске монархије. Потомци дотадашњих Малоруса данас се у етничком смислу изјашњавају тројако: као Русини, етнички Украјинци и украјински Руси.
Након стварања аутономне (1917), а потом и независне Украјине (1918), дошло је до успона украјинског националног покрета, који је потом афирмисан и у Совјетској Украјини, услед чега је појам Малоруси потиснут из употребе.